# Стад де л'Об
«Стад де л'Об» (фр. Stade de l'Aube) — футбольний стадіон в Труа, Франція, домашня арена ФК «Труа».

## Історія
Стадіон побудований та відкритий 1925 року промисловцем Марселем Віту. У 1956 році реконструйований. 1961 року арену придбав муніципалітет Труа, після чого навколо поля облаштовано бігові доріжки. У 1967 році споруджено основну трибуну, де облаштовано технічні та адміністративні приміщення. У ході реконструкції 1998 року споруджено південну трибуну на 2 800 місць та реконструйовано східну на 6 600 місць. 1999 року здано в експлуатацію північну трибуну, в результаті чого потужність арени збільшено до 18 000 глядачів. Над всіма трибунами споруджено дах. У 2004 році здійснено реконструкцію та розширення двох трибун, після чого потужність арени становить 20 400 глядачів. 2013 року на полі стадіону встановлено гібридне покриття.